# Omloop van het Waasland
Der Omloop van het Waasland ist ein belgisches Straßenradrennen für Männer.
Das Eintagesrennen wird seit 1965 in der flämischen Region Waasland ausgetragen. Von 2009 bis 2015 war das Eintagesrennen Teil der UCI Europe Tour und war in der Kategorie 1.2 eingestuft. Seit der Saison 2024 steht das Rennen erneut im Rennkalender der UCI.
Rekordsieger ist Niko Eeckhout mit drei Siegen.

## Palmarès
- 2025  Jensen Plowright
- 2024  Samuel Leroux
- 2023  Samuel Leroux
- 2022  Brent Clé
- 2020–2021 keine Austragung
- 2019  Alexander Richardson
- 2018  Benjamin Verraes
- 2017  Wouter Wippert
- 2016  Preben Van Hecke
- 2015  Geert van der Weijst
- 2014  Danilo Napolitano
- 2013  Pieter Jacobs
- 2012  Preben Van Hecke
- 2011  Aidis Kruopis
- 2010  Denis Flahaut
- 2009  Johan Coenen
- 2008  Niko Eeckhout
- 2007  Niko Eeckhout
- 2006  Niko Eeckhout
- 2005  Gorik Gardeyn
- 2004  Christoph Roodhooft
- 2003  Geert Omloop
- 2002  Peter van Agtmaal
- 2001  Martin van Steen
- 2000  Jans Koerts
- 1999  Geert Omloop
- 1998  Frank Høj
- 1997  Wim Omloop
- 1996  Michel Vanhaecke
- 1995  Hendrik Redant
- 1994  Jan Bogaert
- 1993  Menno Vink
- 1992  Fabrice Naessens
- 1991  Jerry Cooman
- 1990  Luc Govaerts
- 1989  Frank Pirard
- 1988  Erik Breukink
- 1987  Frank Pirard
- 1986  Frank Verleyen
- 1985  William Tackaert
- 1984  Yvan Lamote
- 1983  Alain Van Hoornweder
- 1982  Johnny De Nul
- 1981  Patrick Versluys
- 1980  Willem Peeters
- 1979  Johnny De Nul
- 1978  Frans Van Looy
- 1977  Marc Renier
- 1976  Eddy Verstraeten
- 1975  Serge Van Daele
- 1974  Tino Tabak
- 1973  Gerben Karstens
- 1972  Luc Van Goidsenhoven
- 1971  Walter Planckaert
- 1970  Etienne Antheunis
- 1969  Jean-Claude Genty
- 1968  Jos Boons
- 1967  Martin Van Den Bossche
- 1966  Rik Wouters
- 1965  Martin van Ginneken